# Death Row (album)
Death Row è il decimo album in studio pubblicato dalla band heavy metal tedesca Accept; il disco uscì nel 1994.

## Tracce
1. Death Row – 5:17
2. Sodom & Gomorra – 6:28
3. The Beast Inside – 5:57
4. Dead On! – 4:52
5. Guns 'R' Us – 4:40
6. Like A Loaded Gun – 4:18
7. What Else – 4:38
8. Stone Evil – 5:22
9. Bad Habits Die Hard – 4:41
10. Prejudice – 4:14
11. Bad Religion – 4:26
12. Generation Clash II – 5:04
13. Writing on the Wall – 4:25
14. Drifting Apart (conosciuta anche come "Drifting Away") – 3:02
15. Pomp and Circumstance – 3:44

## Formazione
- Udo Dirkschneider: voce
- Wolf Hoffmann: chitarra
- Peter Baltes: basso
- Stefan Schwarzmann: batteria